# 曲麻萊県
曲麻萊県（きょくまらい-けん、チュマルレプ・ゾン, chu dmar leb rdzong）は中華人民共和国青海省玉樹チベット族自治州に位置する県。チベット高原や峡谷があり、楚瑪爾河（チュマル河、別名・曲麻萊河）が通天河（長江上流の名）に合流している。

## 行政区画
- 鎮:約改鎮
- 郷:巴干郷、秋智郷、葉格郷、麻多郷、曲麻河郷